# Festival Elsy Jacobs
El Festival Elsy Jacobs (oficialmente: Ceratizit Festival Elsy Jacobs (en luxemburgués) y antes conocido como Festival Luxemburgués de Ciclismo Femenino Elsy Jacobs) son dos carreras ciclista femeninas luxemburguesa de un día que se disputan en el Cantón de Capellen, en el mes de abril. 

## Elsy Jacobs
El nombre de la prueba se debe la exciclista luxemburguesa Elsy Jacobs que en 1958 consiguió el Campeonato Mundial (primero que se disputaba en categoría femenina) y el Récord de la hora.
Así, el 30 de agosto de 1958, se celebró en Reims (Francia) el primer Campeonato Mundial de ciclismo femenino y Elsy Jacobs cruzó la meta en primera posición, dejando atrás a las soviéticas Tamara Novikova y Maria Lukshina y pasando a ser la primera Campeona Mundial de la historia del ciclismo femenino y del ciclismo femenino en ruta. 
En noviembre de 1958, Jacobs remató su éxito al batir en el mítico Velódromo Vigorelli de Milán el récord mundial de la hora. Con niebla y frío, superó el récord mundial anterior y dejó la plusmarca en 41,347 km.

## Festival Elsy Jacobs
El Festival Elsy Jacobs se comenzó a disputar en 2008, en Garnich y sus alrededores, con el nombre de Gran Premio Elsy Jacobs en la categoría 1.2 (última categoría del profesionalismo) para al año siguiente subir a la categoría 1.1. Paralelamente, los mismos organizadores, crearon en 2010 el Gran Premio Mameranus en Mamer y sus alrededores en la categoría 1.2 que al año siguiente se renombró por Gran Premio Nicolas Frantz subiendo a la categoría 1.1. Definitivamente en 2012 estas dos carreras se fusionaron creando esta vuelta por etapas con el nombre actual en la categoría 2.1 (máxima categoría para vueltas por etapas femeninas aunque en 2013, tras la introducción de la categoría 2.HC, se quedó en un segundo escalón pero solo ese año ya que esa categoría superior solo existió en ese año 2013).
Desde que fue carrera por etapas tenía 3 etapas: la primera un prólogo, la segunda una etapa en Garnich y sus alrededores (Gran Premio Elsy Jacobs) y la tercera una etapa en Mamer y sus alrededores (Gran Premio Nicolas Frantz). Desde 2016 Steinfort 'sustituyó' a Mamer y se cambiaron el orden de esas dos etapas.
En 2024 la prueba por etapas desapareció y pasaron a disputarse dos carreras de un día, la primera en Garnich y la segunda en Luxemburgo.

## Palmarés

### Festival Elsy Jacobs
| Año                                                    | Ganador              | Segundo              | Tercero                   |           |
| ------------------------------------------------------ | -------------------- | -------------------- | ------------------------- | --------- |
| Gran Premio Elsy Jacobs                                |                      |                      |                           |           |
| 2008                                                   | Monia Baccaille      | Nathalie Lamborelle  | Marina Romoli             |           |
| 2009                                                   | Swetlana Bubnenkowa  | Grace Verbeke        | Iris Slappendel           |           |
| 2010                                                   | Emma Pooley          | Monia Baccaille      | Andrea Bosman             |           |
| 2011                                                   | Marianne Vos         | Judith Arndt         | Emma Johansson            |           |
| Festival Luxemburgués de Ciclismo Femenino Elsy Jacobs |                      |                      |                           |           |
| 2012                                                   | Marianne Vos         | Annemiek van Vleuten | Adrie Visser              |           |
| 2013                                                   | Marianne Vos         | Giorgia Bronzini     | Emma Johansson            |           |
| 2014                                                   | Anna van der Breggen | Marianne Vos         | Shelley Olds              |           |
| 2015                                                   | Anna van der Breggen | Annemiek van Vleuten | Lucinda Brand             |           |
| Festival Elsy Jacobs                                   |                      |                      |                           |           |
| 2016                                                   | Katarzyna Niewiadoma | Katrin Garfoot       | Anna van der Breggen      |           |
| 2017                                                   | Christine Majerus    | Eugenia Bujak        | Ashleigh Moolman-Pasio    |           |
| 2018                                                   | Letizia Paternoster  | Christine Majerus    | Alexis Ryan               |           |
| 2019                                                   | Lisa Brennauer       | Demi Vollering       | Elizabeth Banks           |           |
| 2020                                                   | cancelada            | cancelada            | cancelada                 | cancelada |
| Ceratizit Festival Elsy Jacobs                         |                      |                      |                           |           |
| 2021                                                   | Emma Norsgaard       | Leah Kirchmann       | Maria Giulia Confalonieri |           |
| 2022                                                   | Marta Bastianelli    | Veronica Ewers       | Silvia Persico            |           |
| 2023                                                   | Ally Wollaston       | Marta Bastianelli    | Anouska Helena Koster     |           |

### Festival Elsy Jacobs en Garnich
| Año  | Ganadora   | Segunda                   | Tercera         |
| ---- | ---------- | ------------------------- | --------------- |
| 2024 | Marta Lach | Christine Majerus         | Katrine Aalerud |
| 2025 | Marta Lach | Maria Giulia Confalonieri | Sarah Van Dam   |

### Festival Elsy Jacobs en Luxemburgo
| Año  | Ganadora        | Segunda          | Tercera           |
| ---- | --------------- | ---------------- | ----------------- |
| 2024 | Marta Lach      | Scarlett Souren  | Anouska Koster    |
| 2025 | Martina Fidanza | Valentine Fortin | Barbara Guarischi |

### Gran Premio Nicolas Frantz
| Año                        | Ganador        | Segundo        | Tercero          |
| -------------------------- | -------------- | -------------- | ---------------- |
| Gran Premio Mameranus      |                |                |                  |
| 2010                       | Emma Johansson | Evelyn Stevens | Corine Hierckens |
| Gran Premio Nicolas Frantz |                |                |                  |
| 2011                       | Marianne Vos   | Judith Arndt   | Emma Johansson   |

## Palmarés por países
| País          | Victorias |
| ------------- | --------- |
| Países Bajos  | 5         |
| Italia        | 3         |
| Rusia         | 1         |
| Reino Unido   | 1         |
| Polonia       | 1         |
| Luxemburgo    | 1         |
| Alemania      | 1         |
| Dinamarca     | 1         |
| Nueva Zelanda | 1         |

| País    | Victorias |
| ------- | --------- |
| Polonia | 2         |

| País    | Victorias |
| ------- | --------- |
| Polonia | 1         |
| Italia  | 1         |

| País         | Victorias |
| ------------ | --------- |
| Países Bajos | 1         |
| Suecia       | 1         |